# Skopytce
Skopytce település Csehországban, a Tábori járásban. Skopytce Košice, Krátošice, Krtov, Dlouhá Lhota és Choustník településekkel határos. Lakosainak száma 177 fő (2024. január 1.).

## Népesség
A település lakosságának változását az alábbi diagram mutatja:
| Lakosok száma | 361  | 360  | 340  | 270  | 210  | 161  | 156  | 167  | 159  | 177  |
|               | 1869 | 1890 | 1921 | 1950 | 1980 | 2001 | 2017 | 2019 | 2022 | 2024 |